# Santa Cristina do Couto
Santa Cristina do Couto is een plaats (freguesia) in de Portugese gemeente Santo Tirso en telt 3923 inwoners (2001).